# Anthurium peltigerum
Anthurium peltigerum är en kallaväxtart som beskrevs av Luis Aloysius, Luigi Sodiro. Anthurium peltigerum ingår i släktet Anthurium och familjen kallaväxter. Inga underarter finns listade.